# 4292 Aoba
4292 Aoba este un asteroid din centura principală, descoperit pe 4 noiembrie 1989 de Masahiro Koishikawa.